# Timothy Jerome
Timothy Jerome (* 29. Dezember 1943 in Los Angeles) ist ein US-amerikanischer Schauspieler.

## Leben
Der seit Mitte der 1960er Jahre im Theater tätige Schauspieler erhielt seine erste Filmrolle in der Komödie Getting Wasted aus dem Jahr 1980. Im Jahr 1987 wurde er für seine Rolle im Musical Me and My Girl für den Tony Award sowie für den Drama Desk Award nominiert. In den Jahren 1982 bis 2000 gehörte er zum Ensemble des Musicals Cats.
Im Gangster-Drama Billy Bathgate (1991) spielte Jerome neben Dustin Hoffman, Nicole Kidman, Bruce Willis und Stanley Tucci. Unter Regie von Woody Allen trat er in den Komödien Ehemänner und Ehefrauen (1992), Alle sagen: I love you (1996), Harry außer sich (1997) und Celebrity – Schön. Reich. Berühmt. (1998) auf. Im Filmdrama Teurer als Rubine (1998) war er an der Seite von Renée Zellweger zu sehen; in der Komödie Mixing Nia (1998) spielte er neben Isaiah Washington eine der größeren Rollen. In der Komödie Seitensprünge in New York (2001) trat er an der Seite von Edward Burns, Rosario Dawson und Heather Graham auf.

## Filmografie (Auswahl)
- 1980: Getting Wasted
- 1985: Tödliche Beziehung (Compromising Positions)
- 1988: Verraten (Betrayed)
- 1991: Billy Bathgate
- 1992: Ehemänner und Ehefrauen (Husbands and Wives)
- 1994: I.Q. – Liebe ist relativ (I.Q.)
- 1996: Alle sagen: I love you (Everyone Says I Love You)
- 1997: Harry außer sich (Deconstructing Harry)
- 1998: Teurer als Rubine (A Price Above Rubies)
- 1998: Mixing Nia
- 1999: Cradle Will Rock
- 2000: Thirteen Days
- 2001: Seitensprünge in New York (Sidewalks of New York)
- 2004: Spider-Man 2